# Teratodia
Teratodia is een geslacht van wantsen uit de familie van de Miridae (blindwantsen). Het geslacht werd voor het eerst wetenschappelijk beschreven door Ernst Evald Bergroth in 1924.

## Soorten
Het genus is monotypisch en bevat alleen de volgende soort:

- Teratodia emoritura Bergroth, 1924